# Johann Gietler

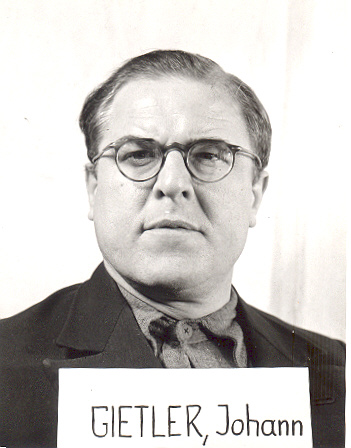
Johann Gietler als Zeuge bei den Nürnberger Prozessen.

Johann Gietler (* 7. Dezember 1905 in Rosenbach bei St. Jakob im Rosenthal, Kärnten; † 3. Januar 1974 in Garmisch-Partenkirchen) war ein österreichisch-deutscher Polizeibeamter.

## Leben und Wirken
Nach dem Besuch der Volksschule arbeitete Gietler als Bergmann. 1927 meldete er sich zum Musikkorps der Polizei. Ein Jahr später, 1928, wurde er in die Polizei aufgenommen. Im Anschluss an eine einjährige Ausbildung bei der Polizeischule Münster kam er zur Schutzpolizei in Bochum. Später war er in Iserlohn, Hamm und Wesel tätig. 1935 wurde Gietler zur Bochumer Schutzpolizei zurückversetzt.
Später bewarb sich Gietler bei der Kriminalpolizei. Am 1. Dezember 1937 wurde er zur Gestapo nach Dortmund versetzt, wo er zunächst im Referat zur Bekämpfung der Homosexuellen tätig war. Anschließend war er, unterbrochen von einem kurzen auswärtigen Kommando während des Sudeteneinsatzes 1938, in dem Referat tätig, das Strafsachen gegen NSDAP-Mitglieder bearbeitete.
Im Herbst 1940 wurde Gietler zum Kriminalsekretär ernannt. 1943 wurde er ins Nachrichtenreferat (IV N) übernommen.
Nach dem Krieg nahm Gietler als Zeuge an den Nürnberger Prozessen teil.
1951 wurde Gietler zusammen mit siebenundzwanzig weiteren Gestapoangehörigen der Dienststelle Hörde vor dem Landgericht in Dortmund wegen Mordes und Verbrechens gegen die Menschlichkeit angeklagt. Gegenstand des Verfahrens waren zehn Massenexekutionen, bei denen die Angehörigen der Dortmunder Gestapo in den letzten Kriegswochen – bis einen Tag vor der Eroberung der Stadt durch die Amerikaner – insgesamt 270 Personen ohne Gerichtsurteil im Dortmunder Rombergpark erschossen und in Bombentrichtern verscharrt hatten. Bei den Opfern handelte es sich zumeist um Fremdarbeiter (Polen, Russen und Franzosen), deutsche Kommunisten und Widerstandskämpfer. In einem zeitgenössischen Zeitungsartikel wird Gietler als einer der drei Hauptverantwortlichen für die durch Genickschuss vollstreckten Exekutionen bezeichnet.